# Balón de Oro 1996

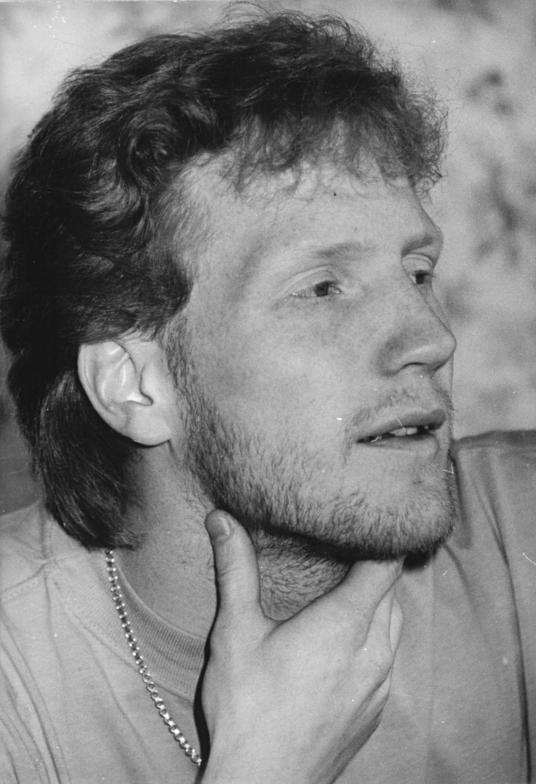
Foto de Matthias Smmer.

La edición de 1996 del Balón de Oro, 41.ª edición del premio de fútbol creado por la revista francesa France Football, fue ganada por el alemán Matthias Sammer (Borussia Dortmund).
El jurado estuvo compuesto por 51 periodistas especializados, de cada una de las asociaciones miembros de la UEFA: Albania, Alemania, Andorra, Armenia, Azerbaiyán, Austria, Bélgica, Bielorrusia, Bosnia-Herzegovina, Bulgaria, Chipre, Croacia, Dinamarca, Escocia, Eslovaquia, Eslovenia, España, Estonia, Finlandia, Francia, Gales, Georgia, Grecia, Hungría, Inglaterra, Irlanda, Irlanda del Norte, Islandia, Islas Feroe, Israel, Italia, Letonia, Liechtenstein, Lituania, Luxemburgo, Macedonia, Malta, Moldavia, Noruega, Países Bajos, Polonia, Portugal, República Checa, Rumanía, Rusia, San Marino, Suecia, Suiza, Turquía, Ucrania y Yugoslavia.
El resultado de la votación fue publicado en el número 2646 de France Football, el 24 de diciembre de 1996.

## Sistema de votación
Cada uno de los miembros del jurado elige a los que a su juicio son los cinco mejores futbolistas del mundo que jueguen en una liga europea de una lista previa de 50 jugadores. El jugador elegido en primer lugar recibe cinco puntos, el elegido en segundo lugar cuatro puntos y así sucesivamente.
De esta forma, se repartieron 765 puntos, siendo 255 el máximo número de puntos que podía obtener cada jugador (en caso de que los 51 miembros del jurado le asignaran cinco puntos).

## Clasificación final
| Puesto | Jugador              | Equipo                                   | Votos | Votos | Votos | Votos | Votos | Votos | Puntos |
| Puesto | Jugador              | Equipo                                   | 1º    | 2º    | 3º    | 4º    | 5º    | Total | Puntos |
| ------ | -------------------- | ---------------------------------------- | ----- | ----- | ----- | ----- | ----- | ----- | ------ |
| 1º     | Matthias Sammer      | Borussia Dortmund                        | 13    | 15    | 6     |       | 1     | 35    | 144    |
| 2º     | Ronaldo              | PSV Eindhoven / Barcelona                | 16    | 9     | 4     | 5     | 5     | 39    | 143    |
| 3º     | Alan Shearer         | Blackburn Rovers / Newcastle             | 6     | 7     | 11    | 7     | 2     | 33    | 107    |
| 4º     | Alessandro Del Piero | Juventus                                 | 4     | 6     | 5     | 4     | 2     | 21    | 69     |
| 5º     | Jürgen Klinsmann     | Bayern Múnich                            | 5     | 1     | 5     | 6     | 4     | 21    | 60     |
| 6º     | Davor Šuker          | Sevilla / Real Madrid                    | 1     | 1     | 5     | 4     | 6     | 17    | 38     |
| 7º     | Éric Cantona         | Manchester United                        |       | 3     | 1     | 4     | 1     | 9     | 24     |
| 8º     | Marcel Desailly      | Milan                                    | 1     |       | 3     | 3     | 2     | 9     | 22     |
| 9º     | Youri Djorkaeff      | París Saint-Germain / Inter de Milán     | 1     | 2     |       | 3     | 1     | 7     | 20     |
| 10º    | Karel Poborský       | Slavia Praga / Manchester United         |       | 2     | 2     |       | 1     | 5     | 15     |
| 11º    | Nwankwo Kanu         | Ajax / Inter de Milán                    |       |       | 1     | 5     | 1     | 7     | 14     |
| 12º    | George Weah          | Milan                                    |       |       | 1     | 2     | 6     | 9     | 13     |
| 13º    | Alen Bokšić          | Lazio / Juventus                         | 1     |       | 2     |       | 1     | 4     | 12     |
|        | Gabriel Batistuta    | Fiorentina                               | 1     |       | 1     | 1     | 2     | 5     | 12     |
|        | Andreas Köpke        | Eintracht Frankfurt / Olympique Marsella |       | 1     | 1     | 1     | 3     | 6     | 12     |
| 16º    | Fabrizio Ravanelli   | Juventus / Middlesbrough                 |       | 2     |       |       | 1     | 3     | 9      |
|        | Predrag Mijatović    | Valencia / Real Madrid                   |       | 1     |       | 2     | 1     | 4     | 9      |
| 18º    | Didier Deschamps     | Juventus                                 | 1     |       |       | 1     | 1     | 3     | 8      |
| 19º    | Kubilay Türkyılmaz   | Grasshopper                              | 1     |       |       |       |       | 1     | 5      |
| 20º    | David Seaman         | Arsenal                                  |       | 1     |       |       |       | 1     | 4      |
|        | Raúl                 | Real Madrid                              |       |       | 1     |       | 1     | 2     | 4      |
| 22º    | Paolo Maldini        | Milan                                    |       |       | 1     |       |       | 1     | 3      |
|        | Christian Ziege      | Bayern Múnich                            |       |       |       | 1     | 1     | 2     | 3      |
|        | Patrik Berger        | Borussia Dortmund / Liverpool            |       |       | 1     |       |       | 1     | 3      |
|        | Trifon Ivanov        | Rapid Viena                              |       |       |       |       | 3     | 3     | 3      |
| 26º    | Radek Bejbl          | Slavia Praga / Atlético Madrid           |       |       |       | 1     |       | 1     | 2      |
|        | Manuel Rui Costa     | Fiorentina                               |       |       |       | 1     |       | 1     | 2      |
| 28º    | Ronald de Boer       | Ajax                                     |       |       |       |       | 1     | 1     | 1      |
|        | Luís Figo            | Barcelona                                |       |       |       |       | 1     | 1     | 1      |
|        | Brian Laudrup        | Glasgow Rangers                          |       |       |       |       | 1     | 1     | 1      |
|        | Sergi Barjuan        | Barcelona                                |       |       |       |       | 1     | 1     | 1      |
|        | Zinedine Zidane      | Girondins Burdeos / Juventus             |       |       |       |       | 1     | 1     | 1      |

Los dieciocho jugadores que no recibieron ningún punto fueron los siguientes:
| Jugador         | Equipo                           |
| --------------- | -------------------------------- |
| Oliver Bierhoff | Udinese                          |
| Laurent Blanc   | Auxerre / Barcelona              |
| Zvonimir Boban  | Milan                            |
| Enrico Chiesa   | Sampdoria / Parma                |
| Edgar Davids    | Ajax / Milan                     |
| Robbie Fowler   | Liverpool                        |
| Thomas Helmer   | Bayern Múnich                    |
| Bernard Lama    | París Saint-Germain              |
| Jari Litmanen   | Ajax                             |
| Andreas Möller  | Borussia Dortmund                |
| Pavel Nedvěd    | Sparta Praga / Lazio             |
| Jay-Jay Okocha  | Eintracht Frankfurt / Fenerbahçe |
| Raí             | París Saint-Germain              |
| Dejan Savićević | Milan                            |
| Mehmet Scholl   | Bayern Múnich                    |
| Diego Simeone   | Atlético Madrid                  |
| Gianluca Vialli | Juventus / Chelsea               |
| Javier Zanetti  | Inter de Milán                   |

## Curiosidades
- Primera de las 11 veces consecutivas en las que aparece Zinedine Zidane en la clasificación final del Balón de Oro.
- Primera de las 9 veces en 10 años consecutivos en las que aparece Pavel Nedved en la clasificación final del Balón de Oro.
- Última vez que aparece Éric Cantona en la clasificación final del Balón de Oro.